# Requena (Spagna)
Requena è un comune spagnolo di 19 135 abitanti situato nella comunità autonoma Valenciana.